# PSA International

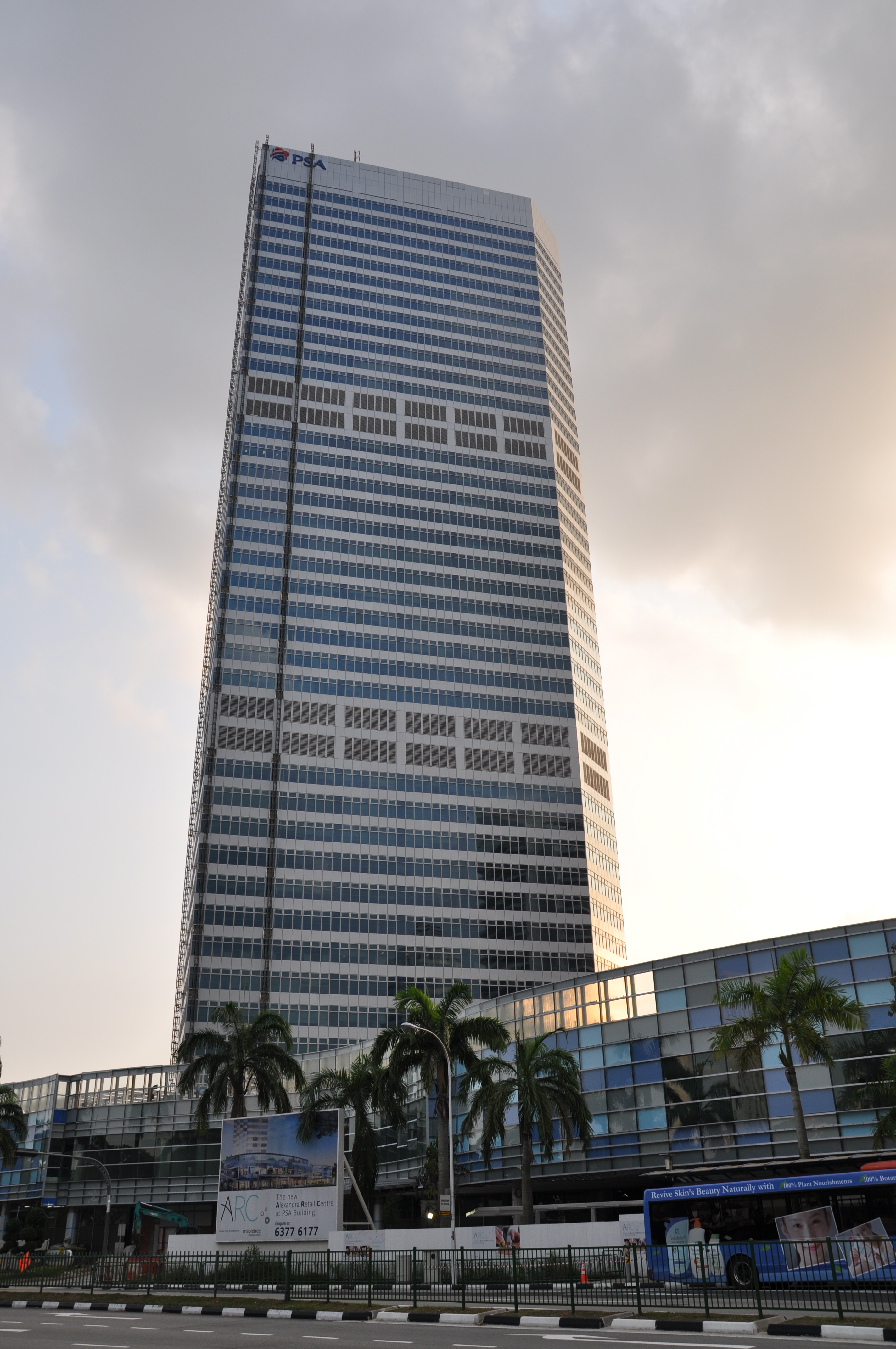
Das PSA Building in Singapur, Sitz von PSA International

PSA International ist ein singapurischer Hafenbetreiber, der Terminals in mehreren großen Häfen weltweit betreibt. Nach eigenen Angaben bewegt das Unternehmen täglich rund 230.000 Container und fertigte 2019 85,2 Millionen TEU ab. Europäische Häfen mit Terminals von PSA International befinden sich in Antwerpen, Zeebrugge, Genua, Venedig, Sines und Danzig. Das Unternehmen befindet sich im Besitz der Staatsholding Temasek. Im Jahr 2010 hatte PSA einen Marktanteil von 9,5 % unter allen Hafenbetreibern weltweit und war damit Marktführer.
Die Port of Singapore Authority (PSA) wurde am 1. April 1964 gegründet und verwaltete zunächst Anlegeplätze mit einer Gesamtlänge von fünf Kilometern und eine Lagerfläche von 160.000 Quadratkilometern. In den 1970er Jahren baute PSA einen Containerhafen in Singapur aus und fertigte 1972 das erste Containerschiff ab. Bis 1982 wurde eine Umschlagsmenge von einer Million TEU überschritten. Mit fünf Millionen TEU im Jahr 1990 stellte der Hafen von Singapur den größten Containerhafen der Welt dar. Im Jahr 1996 expandierte PSA mit einer Investition in den Hafen von Dalian erstmals außerhalb von Singapur.